# Raúl González Blanco
Raúl González Blanco (Madrid, 27 de junho de 1977) é um treinador e ex-futebolista espanhol que atuava como atacante. Atualmente está sem clube. 
Passou 15 anos de sua carreira jogando no Real Madrid, onde é o jogador que mais atuou com a camisa do clube merengue, com 741 aparições, à frente de Manuel Sanchís. Além disso, é o terceiro maior artilheiro da história do clube, atrás apenas de Karim Benzema e Cristiano Ronaldo. Pelos Blancos, Raúl conquistou seis títulos da La Liga, três Liga dos Campeões da UEFA (marcando em duas finais), quatro Supercopas da Espanha, uma Supercopa da UEFA e duas Copas Intercontinentais. Em 2003, foi nomeado capitão da equipe e manteve essa posição até sua saída do clube em 2010.
Após uma temporada em que se viu atormentado por lesões e conviveu com o banco de reservas, Raúl foi contratado pelo Schalke 04 em 2010. Depois de um início lento na temporada, o atacante recuperou a boa forma e ajudou a equipe a conquistar a Copa da Alemanha e a Supercopa da Alemanha, marcando gols em momentos importantes. Durante sua passagem de dois anos no clube alemão, Raúl marcou 40 gols em um total de 98 partidas. Em fevereiro de 2012, contra o Wolfsburg, marcou o gol de número 400 de sua carreira. Em maio, após não renovar seu contrato com o Schalke 04, assinou com Al-Sadd, do Catar. Por lá ficou até 2014, até ser contratado pelo New York Cosmos, dos Estados Unidos, seu último clube enquanto jogador.
Em outubro de 2004 foi eleito Embaixador da Boa Vontade da Organização das Nações Unidas para Alimentação e Agricultura.

## Infância e juventude
Raúl González nasceu no dia 27 de junho de 1977, em Madrid, filho de Pedro González e Maria Luisa Blanco, moradores da Colônia Marconi, um modesto bairro da capital espanhola. Com dez anos, Raúl ingressou nas categorias de base do San Cristóbal, do distrito de Villaverde. Aos treze anos, seu pai o levou ao Atlético de Madrid, onde acabou ingressando. Na sua primeira temporada, Raúl marcou impressionantes sessenta e cinco gols, e sua equipe permaneceu invicta durante toda a temporada. Na temporada seguinte, os resultados foram semelhantes, mas depois de terminar a temporada, o presidente do clube na época, Jesús Gil y Gil, dissolveu as categorias de base do clube alegando problemas econômicos. Com o fim das categorias de base do Atlético, mudou-se exatamente para o seu maior rival, o Real Madrid, clube onde se consagraria como jogador. Prestes a completar 15 anos, ingressou nas bases dos merengues.

## Carreira como jogador

### Real Madrid

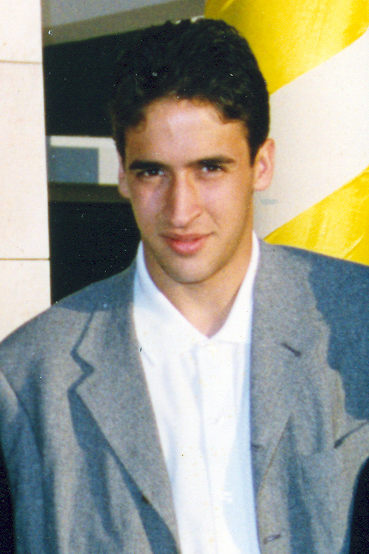
Raúl em 1995

A temporada 1994–95 foi a sua primeira no clube merengue, e depois de ter marcado 16 gols em apenas sete jogos pelo Real Madrid Castilla, Raúl foi rapidamente promovido ao time principal pelo treinador Jorge Valdano. O atacante tornou-se o jogador mais jovem (17 anos e quatro meses) a atuar profissionalmente pelo Real Madrid até então, e teve um excelente desempenho na sua estreia (uma partida fora de casa contra o Zaragoza, no Estádio de La Romareda), onde criou vários lances de perigo com o chileno Iván Zamorano, seu companheiro de ataque. Na semana seguinte, Raúl marcou um gol no que foi apenas seu segundo jogo (desta vez no Estádio Santiago Bernabéu) contra um dos maiores rivais do Real Madrid, o Atlético de Madrid. Após se firmar como titular da equipe, marcou um total de nove gols em 28 partidas. Ao final da temporada, sagrou-se campeão da La Liga.
Durante as próximas oito temporadas, Raúl já era um dos principais artilheiros do futebol europeu e mundial. Com o Real Madrid ganhou vários troféus, incluindo mais títulos do Campeonato Espanhol nas temporadas 1996–97 (onde marcou 21 gols), 2000–01 (marcou 24 gols) e 2002–03 (marcou apenas 16 gols, pois ficou de fora devido a um ataque de apendicite).
Entre 1998 e 2002, Raúl e o Real Madrid também ganharam três troféus da Liga dos Campeões da UEFA (1997–98, 1999–00 e 2001–02). Na maior parte deste período, formou uma parceria de sucesso com seu compatriota Fernando Morientes (e mais tarde, com o brasileiro Ronaldo). O espanhol assumiu a braçadeira de capitão do clube em 2003, após a saída de Fernando Hierro. Apesar de ter convivido com altos e baixos, exerceu a função de líder da equipe até deixar os Merengues em 2010. Um fato curioso é que apesar de ser um jogador tão bem sucedido, Raúl nunca conquistou a Copa do Rei. O atacante disputou duas finais da competição: em 2002 marcou um gol, mas o Real perdeu por 2–1 para o Deportivo La Coruña; em 2004 foi titular durante os 90 minutos, mas novamente viu sua equipe perder, dessa vez por 3–2 para o Zaragoza.

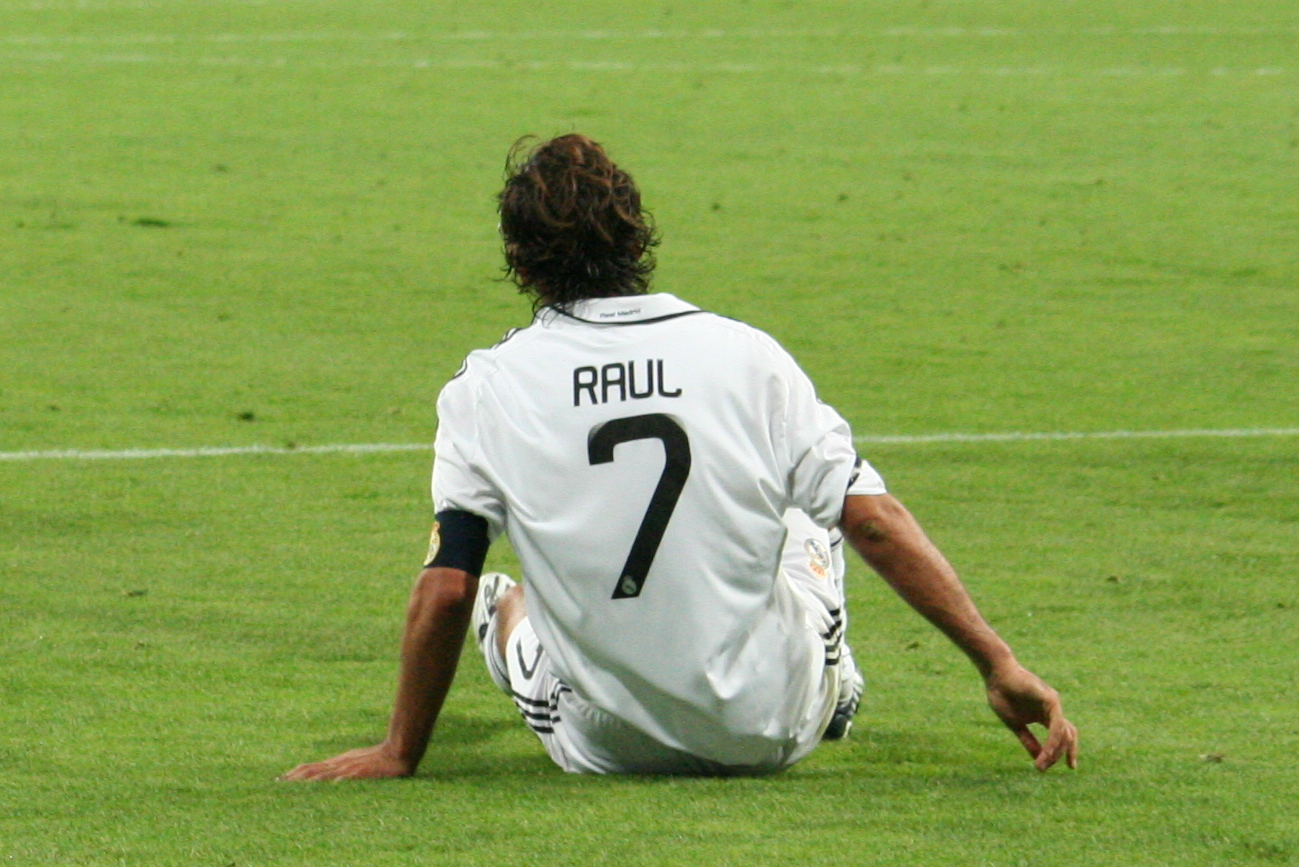
Raúl em agosto de 2008

No dia 28 de setembro de 2005, após balançar as redes na vitória por 2–1 sobre o Olympiacos, pela fase de grupos, Raúl tornou-se o primeiro jogador a marcar cinquenta gols na Liga dos Campeões. Raúl também foi o primeiro jogador a marcar em duas finais da principal competição europeia; marcou em 2000, contra o Valencia, em Paris, e em 2002 contra o Bayer Leverkusen, em Glasgow. Posteriormente o camaronês Samuel Eto'o igualou este feito, marcando na final de 2006 contra o Arsenal, e em 2009 contra o Manchester United, assim como Lionel Messi (em 2009 e 2011, contra o mesmo United) e Vinícius Júnior (em 2022 contra o Liverpool e 2024 contra o Borussia Dortmund).
Raúl mantém a distinção de nunca ter recebido um cartão vermelho ao longo de 17 anos de carreira profissional. No dia 11 de novembro de 2008, marcou seu gol de número 300 pelo Real Madrid com um hat-trick contra o Real Unión. O Real venceu a partida por 4–3, mas foi eliminado pelo critérios de gols marcados fora depois de empatar por 6–6 no placar agregado.
No dia 15 de fevereiro de 2009, Raúl tornou-se o maior artilheiro da história do Real Madrid, com 309 gols, ao abrir o placar diante do Sporting de Gijón, na vitória por 4–0. Na ocasião, o atacante quebrou o longo recorde do argentino Alfredo Di Stéfano. Posteriormente, o espanhol viria a ser superado pelo português Cristiano Ronaldo. Somando todos os gols oficiais, marcou 323 vezes pelo clube merengue.

### Schalke 04
No dia 28 de julho de 2010, Raúl acertou sua ida ao Schalke 04, pondo fim a uma trajetória de 16 anos no Real Madrid.

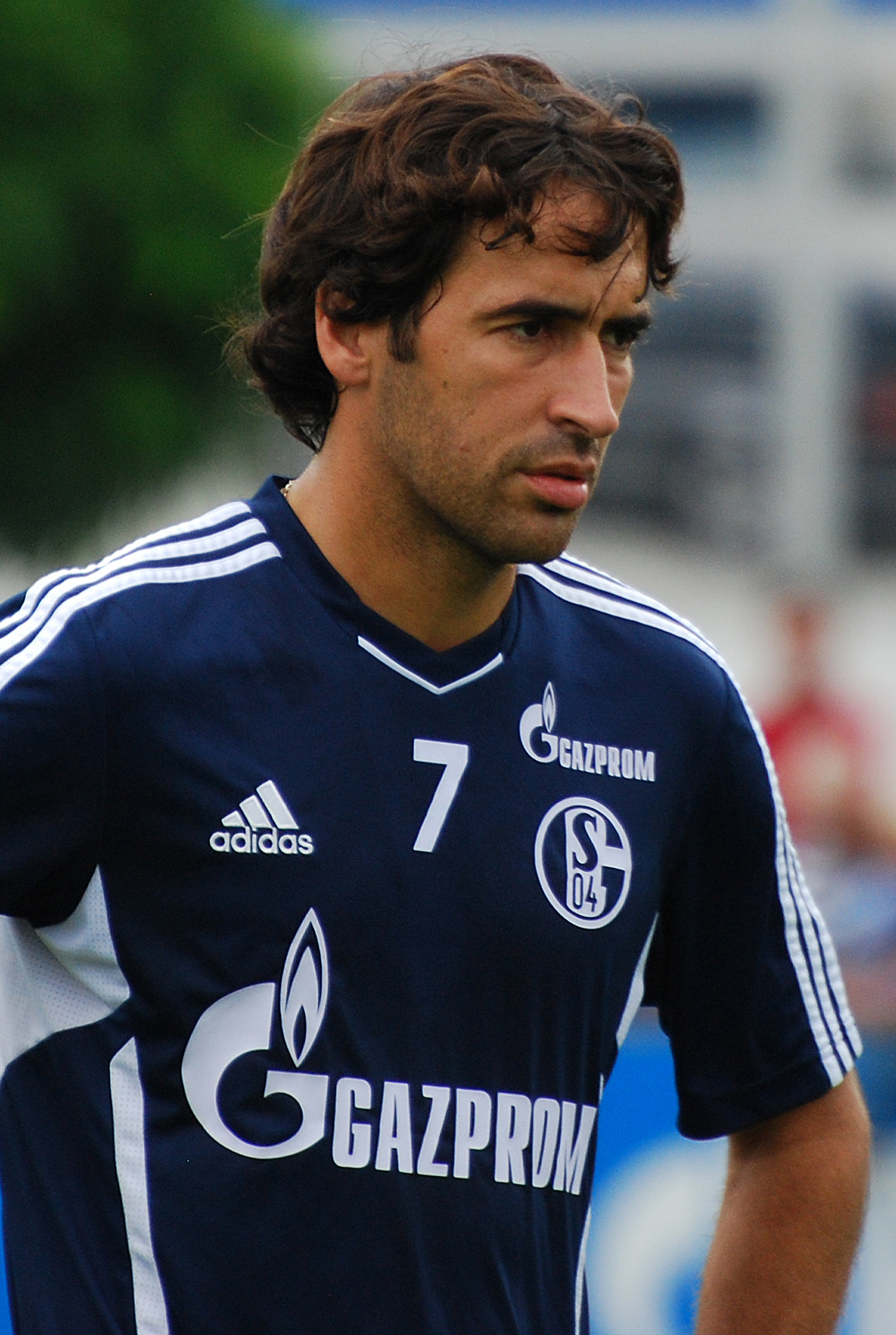
Raúl treinando no Schalke 04 em 2011

Teve um bom início nos Azuis Reais, levando o time a fazer uma bela campanha na Liga dos Campeões, torneio onde o clube foi eliminado nas semifinais pelo Manchester United, perdendo por 2–0 em casa e por 4–1 no Old Trafford. No dia 2 de março de 2011, ajudou o Schalke a eliminar o Bayern de Munique nas semifinais da Copa da Alemanha, marcando o único gol da partida.
Em abril de 2012, após vários meses de negociações, não renovou seu contrato e anunciou a saída no final da temporada.

### Al-Sadd
Teve sua contratação oficializada pelo Al-Sadd no dia 12 de maio de 2012. Após duas temporadas no clube do Catar, onde marcou 11 gols em 44 partidas, anunciou que no final da temporada de 2014 se aposentaria.

### New York Cosmos
Entretanto, assinou pelo New York Cosmos no dia 30 de outubro de 2014. Encerrou a carreira no dia 15 de novembro de 2015, conquistando a North American Soccer League.

## Recordes
Consagrou-se como um dos grandes jogadores da história da Espanha atuando pelo Real Madrid, onde permaneceu até 2010 e detêm recordes fantásticos. Deixou o clube no dia 25 de julho de 2010. Seus recordes são:
- Terceiro maior artilheiro da historia do Real Madrid: 323 gols em 741 jogos
- Quinto maior artilheiro da história da Liga dos Campeões da UEFA: 71 gols em 142 jogos
- Segundo maior artilheiro da história da Seleção Espanhola, com 44 gols, atrás apenas de David Villa[33]

## Estatísticas como jogador
Atualizadas até 20 de abril de 2011

### Clubes
| Clube             | Temporada         | Liga  | Liga | Copa  | Copa | Competições europeias | Competições europeias | Outros¹ | Outros¹ | Total | Total |
| Clube             | Temporada         | Jogos | Gols | Jogos | Gols | Jogos                 | Gols                  | Jogos   | Gols    | Jogos | Gols  |
| ----------------- | ----------------- | ----- | ---- | ----- | ---- | --------------------- | --------------------- | ------- | ------- | ----- | ----- |
| Real Madrid       | 1994–95           | 28    | 9    | 2     | 1    | —                     | —                     | —       | —       | 30    | 10    |
| Real Madrid       | 1995–96           | 40    | 19   | 2     | 1    | 8                     | 6                     | 2       | 0       | 52    | 26    |
| Real Madrid       | 1996–97           | 42    | 21   | 5     | 1    | —                     | —                     | —       | —       | 47    | 22    |
| Real Madrid       | 1997–98           | 35    | 10   | 1     | 0    | 1                     | 2                     | 2       | 3       | 49    | 15    |
| Real Madrid       | 1998–99           | 37    | 25   | 2     | 0    | 8                     | 3                     | 2       | 1       | 49    | 29    |
| Real Madrid       | 1999–00           | 34    | 17   | 4     | 0    | 15                    | 10                    | 4       | 2       | 57    | 29    |
| Real Madrid       | 2000–01           | 36    | 24   | 0     | 0    | 12                    | 7                     | 2       | 1       | 50    | 32    |
| Real Madrid       | 2001–02           | 35    | 14   | 6     | 6    | 12                    | 6                     | 2       | 3       | 55    | 29    |
| Real Madrid       | 2002–03           | 31    | 16   | 2     | 0    | 12                    | 9                     | 2       | 0       | 47    | 25    |
| Real Madrid       | 2003–04           | 35    | 11   | 7     | 6    | 9                     | 2                     | 2       | 1       | 53    | 20    |
| Real Madrid       | 2004–05           | 32    | 9    | 1     | 0    | 10                    | 4                     | —       | —       | 43    | 13    |
| Real Madrid       | 2005–06           | 26    | 5    | 0     | 0    | 6                     | 2                     | —       | —       | 32    | 7     |
| Real Madrid       | 2006–07           | 35    | 7    | 1     | 0    | 7                     | 5                     | —       | —       | 43    | 12    |
| Real Madrid       | 2007–08           | 37    | 18   | 1     | 0    | 8                     | 5                     | 2       | 0       | 48    | 23    |
| Real Madrid       | 2008–09           | 37    | 18   | 1     | 3    | 7                     | 3                     | 2       | 0       | 47    | 24    |
| Real Madrid       | 2009–10           | 30    | 5    | 2     | 0    | 7                     | 2                     | —       | —       | 39    | 7     |
| Real Madrid       | Total             | 550   | 228  | 37    | 18   | 132                   | 66                    | 22      | 11      | 741   | 323   |
| Schalke 04        | 2010–11           | 34    | 13   | 4     | 1    | 12                    | 5                     | 1       | 0       | 51    | 19    |
| Schalke 04        | 2011–12           | 32    | 15   | 3     | 2    | 11                    | 4                     | 1       | 0       | 47    | 21    |
|                   | Total             | 66    | 28   | 7     | 3    | 23                    | 9                     | 2       | 0       | 98    | 40    |
| Total na carreira | Total na carreira | 616   | 256  | 44    | 21   | 155                   | 75                    | 24      | 11      | 839   | 363   |

¹Em outros, incluindo a Supercopa da Espanha, Supercopa da UEFA, Copa Intercontinental e a Supercopa da Alemanha

### Seleção Espanhola
| Ano   |       |      |
| Ano   | Jogos | Gols |
| ----- | ----- | ---- |
| 1996  | 4     | 9    |
| 1997  | 6     | 0    |
| 1998  | 10    | 4    |
| 1999  | 9     | 10   |
| 2000  | 11    | 3    |
| 2001  | 9     | 5    |
| 2002  | 9     | 6    |
| 2003  | 10    | 8    |
| 2004  | 13    | 3    |
| 2005  | 11    | 2    |
| 2006  | 10    | 2    |
| Total | 102   | 44   |

## Estatísticas como treinador
| Clube                | Jogos | Vitórias | Empates | Derrotas | Aproveitamento |
| -------------------- | ----- | -------- | ------- | -------- | -------------- |
| Real Madrid Castilla | 177   | 71       | 55      | 51       | 50.47%         |

## Títulos como jogador
Real Madrid
- La Liga: 1994–95, 1996–97, 2000–01, 2002–03, 2006–07 e 2007–08
- Supercopa da Espanha: 1997, 2001, 2003 e 2008
- Copa Intercontinental: 1998 e 2002
- Liga dos Campeões da UEFA: 1997–98, 1999–00 e 2001–02
- Supercopa da UEFA: 2002
- Troféu Santiago Bernabéu: 2013

Schalke 04
- Copa da Alemanha: 2010–11
- Supercopa da Alemanha: 2011

Al Sadd
- Qatar Stars League: 2012–13
- Copa do Emir de Catar: 2014

New York Cosmos
- North American Soccer League: 2015

### Prêmios individuais
- Melhor jogador da La Liga: 1996–97, 1998–99, 1999–00, 2000–01 e 2001–02
- Maior Artilheiro Internacional do Mundo pela IFFHS: 1999 (14 gols)
- Equipe do Ano da ESM: 1996–97, 1998–99 e 1999–00
- Melhor atacante da Liga dos Campeões da UEFA: 1999–00
- Melhor atacante da UEFA: 2000, 2001 e 2002
- Equipe ideal da Euro: 2000
- Troféu Pichichi: 1998–99 e 2000–01
- Ballon d'Or: 2001 (2° lugar)
- Melhor Jogador do Mundo pela FIFA: 2001 (3° lugar)
- Troféu Alfredo Di Stéfano: 2007–08
- FIFA 100[34]
- Seleção Espanhola de Todos os Tempos - IFFHS: 2022[35]

### Artilharias
- La Liga: 1998–99 (25 gols) e 2000–01 (24 gols)
- Liga dos Campeões da UEFA: 1999–00 (11 gols) e 2000–01 (7 gols)

## Títulos como treinador
Real Madrid Castilla
- Liga Jovem da UEFA: 2019–20[36]